# Tai-Lee Muxlow
Tai-Lee Muxlow, née le 15 février 1973 à Cardiff, est une coureuse cycliste australienne. Spécialisée en VTT dans les disciplines de descente et dual slalom. Elle a commencé en BMX ou elle est triple championne d'Australie (1990, 1992 et 1993).

## Palmarès en VTT

### Championnats du monde
- 1998
  - 6e aux championnats du monde du dual slalom
- 2000
  - 24e aux championnats du monde de la descente
- 2001
  - 5e aux championnats du monde du dual slalom
- 2002
  - 4e aux championnats du monde du dual slalom
  - 8e aux championnats du monde de la descente

### Coupe du monde
- Coupe du monde de dual slalom
  - 8e en 1999 - 3e de l'épreuve de Big Bear
  - 7e en 2001
  - 7e en 2003 - 3e de l'épreuve de Grouse Mountain

### Championnats d'Océanie
- 2003
  -  Championne d'Océanie de descente

### Championnats d'Australie
- 1998
  - 2e du championnat d'Australie de descente
- 1999
  -  Championne d'Australie de descente
- 2001
  -  Championne d'Australie de descente
- 2002
  -  Championne d'Australie de descente
- 2003
  -  Championne d'Australie de descente
- 2006
  - 3e du championnat d'Australie de descente

### Autres
- 2003
  - 2e de Big Bear (Descente)

## Palmarès en BMX

### Championnats d'Australie
- 1983
  -  Championne d'Australie de BMX (+ 10 ans)
- 1984
  -  Championne d'Australie de BMX (+ 11 ans)
- 1985
  - 2e du championnats d'Australie de BMX (+ 12 ans)
- 1986
  -  Championne d'Australie de BMX (+ 13 ans)
- 1987
  -  Championne d'Australie de BMX (+ 14 ans)
- 1988
  -  Championne d'Australie de BMX (+ 15 ans)
- 1989
  -  Championne d'Australie de BMX (+ 16 ans)
- 1990
  -  Championne d'Australie de BMX
- 1992
  -  Championne d'Australie de BMX
- 1993
  -  Championne d'Australie de BMX

## Distinctions
- 2002 : Cycliste féminine de VTT australienne de l'année[1]
- 2019 : Introduction au Temple de la renommée australienne du BMX[1]